# Stazione di Furiani
La stazione di Furiani (in corso: Gara di Furiani, in francese: Gare de Furiani) è la stazione ferroviaria della linea Bastia – Ajaccio a servizio dell'omonimo comune.
Di proprietà della Collectivité Territoriale de la Corse (CTC), è gestita dalla Société nationale des chemins de fer français (SNCF).
È servita da due linee Transport express régional (TER), entrambe esercite dalla SNCF:
- la Bastia – Ajaccio;
- la Bastia – Casamozza.